# Перрі (Вісконсин)
Перрі (англ. Perry) — місто (англ. town) в США, в окрузі Дейн штату Вісконсин. Населення — 737 осіб (2020).

## Демографія
Згідно з переписом 2010 року, у місті мешкало 729 осіб у 280 домогосподарствах у складі 217 родин. Було 302 помешкання
Расовий склад населення:
| - 97,8 % — білих - 1,4 % — азіатів - 0,5 % — чорних або афроамериканців |

До двох чи більше рас належало 0,3 %. Частка іспаномовних становила 1,2 % від усіх жителів.
За віковим діапазоном населення розподілялося таким чином: 24,8 % — особи молодші 18 років, 60,9 % — особи у віці 18—64 років, 14,3 % — особи у віці 65 років та старші. Медіана віку мешканця становила 44,9 року. На 100 осіб жіночої статі у місті припадало 105,9 чоловіків;  на 100 жінок у віці від 18 років та старших — 106,8 чоловіків також старших 18 років.
Середній дохід на одне домашнє господарство  становив 105 435 доларів США (медіана — 87 250), а середній дохід на одну сім'ю — 117 715 доларів (медіана — 100 625). Медіана доходів становила 55 417 доларів для чоловіків та 45 893 долари для жінок. За межею бідності перебувало 5,0 % осіб, у тому числі 2,9 % дітей у віці до 18 років та 6,4 % осіб у віці 65 років та старших.
Цивільне працевлаштоване населення становило 481 особа. Основні галузі зайнятості: освіта, охорона здоров'я та соціальна допомога — 22,2 %, будівництво — 13,3 %, науковці, спеціалісти, менеджери — 10,8 %, мистецтво, розваги та відпочинок — 9,8 %.